# Kim Min-woo
Kim Min-woo (25 de fevereiro de 1990) é um futebolista profissional sul-coreano que atua como meia.

## Carreira
Kim Min-woo representou a Seleção Sul-Coreana de Futebol na Copa da Ásia de 2015.